# Wallsee-Sindelburg

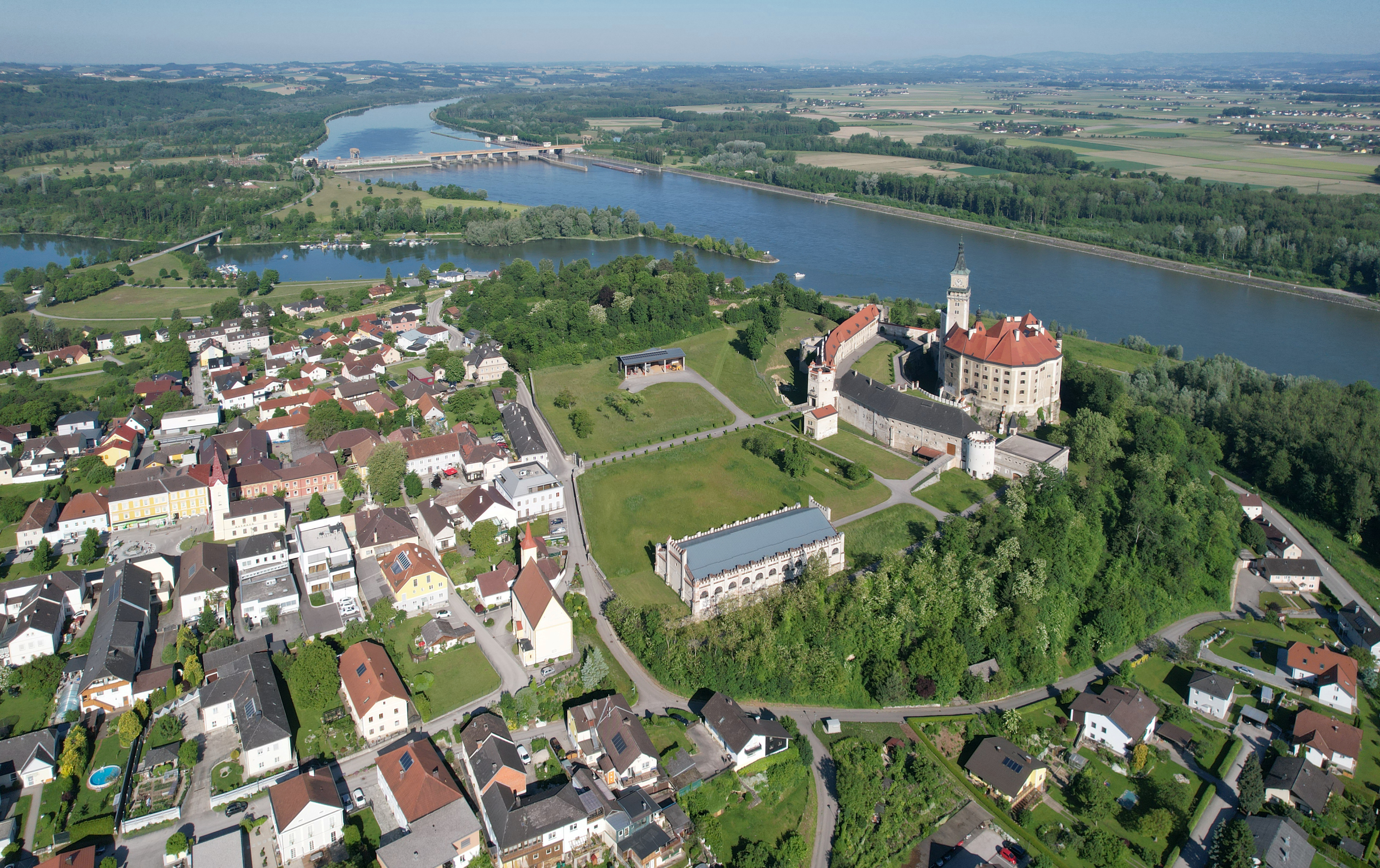
Wallsee

Wallsee-Sindelburg ist eine Marktgemeinde mit 2225 Einwohnern (Stand 1. Jänner 2025) im Bezirk Amstetten in Niederösterreich.

## Geographie
Wallsee-Sindelburg liegt im nordwestlichen Teil des Mostviertels in Niederösterreich, rechts – also südlich – der Donau und im Süden ungefähr von der Westautobahn begrenzt. Etwa 26 Prozent der Fläche der Marktgemeinde sind bewaldet.
An der Donau bei Wallsee kündigt sich durch eine erste Granitschwelle der bald flussab (nordöstlich) folgende Strudengau an, weil es vor Aussprengung einer breiteren Fahrrinne hier mehrere gefährliche Wasserwirbel (Strudel) gab. Einige Kilometer oberhalb von Wallsee mündet die Erla in die Donau. Sie kommt aus dem Hügelland des Mostviertels. Wesentlich mehr Wasser fließt jedoch von der Enns zu (15 km stromaufwärts), sowie den nördlichen Nebenflüssen Aist (etwa 12 km stromauf) und Naarn (10 km stromabwärts).

### Gemeindegliederung
Wallsee-Sindelburg besteht aus vier Ortschaften bzw. gleichnamigen Katastralgemeinden (in Klammern Einwohnerzahl Stand 1. Jänner 2025; Fläche Stand 31. Dezember 2023):
- Igelschwang (666,3 ha, 5 Ew.) samt Franzenau, Kobling, Schaching, Steinstraß und Straß
- Ried (651,17 ha, 0 Ew.) samt Biesenberg, Hofing, Roßwiese, Schöndorf, Sindelburg und Witzmannsdorf
- Schweinberg (937,37 ha, 0 Ew.) samt Blindberg, Schmitzberg und Sommerau
- Wallsee (338,51 ha, 2220 Ew.) samt Ufer

Die Katastralgemeinden Igelschwang, Ried und Schweinberg bildeten bis zur Gemeindezusammenlegung Anfang der 1970er Jahre die selbständige Gemeinde Sindelburg. Die heutige Gemeinde wurde 1971 aus den Gemeinden Wallsee und Sindelburg gebildet.

### Nachbargemeinden
|            | Mitterkirchen im Machland (Bezirk Perg, OÖ) | Ardagger   |
| Strengberg | Kompassrose, die auf Nachbargemeinden zeigt | Zeillern   |
| Wolfsbach  | Aschbach-Markt                              | Oed-Öhling |

## Geschichte
Wie Werkzeugfunde beweisen, waren Wallsee und Sindelburg schon in der Steinzeit besiedelt. Die Geschichtsschreibung von Wallsee beginnt in der Römerzeit, als das Gebiet Teil der Provinz Noricum war. Unter dem heutigen Marktplatz befinden sich die Überreste eines Auxiliar-Kastells von 200 × 160 m (Funde im Römermuseum). Vermutlich war es das mehrmals in antiken Quellen erwähnte Adiuvense, wie Ziegelstempelfunde der Legio II Italica und eine Untersuchung des Habsburger Erzherzogs Theodor Salvator vermuten lassen. In der jüngeren Forschung wird Wallsee mit Locus Felicis gleichgesetzt (Hannsjörg Ubl).
Aufgrund einer neueren mathematischen Transformation der Koordinaten des Claudius Ptolemäus habe es sich bei diesem nahe Wallsee gelegenen Ort (48° 9′ N, 14° 56′ O) um das antike Claudivium gehandelt, das nach Ptolemäus’ Angaben in unmittelbarer Donaunähe am zweiten nördlichen Nebenfluss der Donau (der Naarn) lag. Der Althistoriker Erich Polatschek hält den Namen Claudivium jedoch für eine Verwechselung mit einer Routenangabe inde Claudi via („von hier über die Claudia“) durch Ptolemäus. Der Name Adiuvense ist erst seit der Spätantike belegt.
1295/96 erhob sich der österreichische Adel, angeführt u. a. von Konrad von Summerau, der auf der benachbarten Burg Sommerau saß und die Region beherrschte, gegen Herzog Albrecht I. Nach der Niederschlagung des Aufstandes verloren die Sommerauer alle Lehen und Heinrich I. von Waldsee/Wallsee wurde mit Sommerau und Sindelburg belehnt. Die Wallseer sind ab 1301 in Sindelburg nachweisbar und erbauten 1368–88 das heute noch bestehende Schloss. 1368 erhielt die Burg zur Unterscheidung von der 1364 errichteten Burg Oberwallsee in Oberösterreich den Namen „Neuen-“ bzw. „Nieder Wallsee“. Das Geschlecht der Wallseer, das im 14. Jahrhundert in Oberösterreich mehrere Landeshauptleute stellte und das Erbmarschallamt innehatte, entwickelte sich bis zum Aussterben 1483/1506 zu einer der führenden Adelsfamilien unter den Habsburgern. Die Geschicke des Ortes sind mit Schloss Wallsee bis etwa 1920 eng verbunden.
Gleichzeitig mit dem Schloss wurde der Markt neu angelegt und mit der ab 1362 dokumentierten Kirche ausgestattet. Noch im 14. Jahrhundert erhielt Wallsee auch das Marktrecht. An den früheren Salzhandel erinnert das „Salzhaus“ im Ort. Seit etwa 1620 ist die Verwendung eines Marktsiegels überliefert. Jenes aus 1631 zeigt einen Mühlstein und oberhalb stilisierter Donauwellen ein Ungeheuer. Von circa 1500 bis 1895 stand unter dem Sandsteinfelsen des Schlosses eine Mühlstein-Fabrik, die nach Ungarn und bis zum Schwarzen Meer lieferte und dabei zusammen mit den Mühlsteinbrüchen in Perg das Zentrum der mitteleuropäischen Mühlstein-Erzeugung bildete. Die Mühlstein-Zunft betreute auch die Kirche St. Anna, die als „Steinbrecherkapelle“ bezeichnet wurde (heute Filialkirche).
Nach 1945 prägte der Donaustrom die wirtschaftliche Entwicklung – unter anderem durch das Schifffahrtsunternehmen Brandner und den Bau des Donaukraftwerks Wallsee-Mitterkirchen.

### Bevölkerungsentwicklung
| Wallsee-Sindelburg: Einwohnerzahlen von 1869 bis 2025 | Wallsee-Sindelburg: Einwohnerzahlen von 1869 bis 2025 | Wallsee-Sindelburg: Einwohnerzahlen von 1869 bis 2025 | Wallsee-Sindelburg: Einwohnerzahlen von 1869 bis 2025 | Wallsee-Sindelburg: Einwohnerzahlen von 1869 bis 2025 |
| ----------------------------------------------------- | ----------------------------------------------------- | ----------------------------------------------------- | ----------------------------------------------------- | ----------------------------------------------------- |
| Jahr                                                  |                                                       |                                                       |                                                       | Einwohner                                             |
| 1869                                                  | 1869                                                  |                                                       | 1.677                                                 | 1.677                                                 |
| 1880                                                  | 1880                                                  |                                                       | 1.756                                                 | 1.756                                                 |
| 1890                                                  | 1890                                                  |                                                       | 1.807                                                 | 1.807                                                 |
| 1900                                                  | 1900                                                  |                                                       | 1.956                                                 | 1.956                                                 |
| 1910                                                  | 1910                                                  |                                                       | 1.820                                                 | 1.820                                                 |
| 1923                                                  | 1923                                                  |                                                       | 1.801                                                 | 1.801                                                 |
| 1934                                                  | 1934                                                  |                                                       | 1.808                                                 | 1.808                                                 |
| 1939                                                  | 1939                                                  |                                                       | 1.776                                                 | 1.776                                                 |
| 1951                                                  | 1951                                                  |                                                       | 1.661                                                 | 1.661                                                 |
| 1961                                                  | 1961                                                  |                                                       | 1.793                                                 | 1.793                                                 |
| 1971                                                  | 1971                                                  |                                                       | 1.927                                                 | 1.927                                                 |
| 1981                                                  | 1981                                                  |                                                       | 2.051                                                 | 2.051                                                 |
| 1991                                                  | 1991                                                  |                                                       | 2.109                                                 | 2.109                                                 |
| 2001                                                  | 2001                                                  |                                                       | 2.043                                                 | 2.043                                                 |
| 2011                                                  | 2011                                                  |                                                       | 2.148                                                 | 2.148                                                 |
| 2021                                                  | 2021                                                  |                                                       | 2.175                                                 | 2.175                                                 |
| 2025                                                  | 2025                                                  |                                                       | 2.225                                                 | 2.225                                                 |
| Quelle(n): Statistik Austria, Gebietsstand 1.1.2021   |                                                       |                                                       |                                                       |                                                       |

## Kultur und Sehenswürdigkeiten

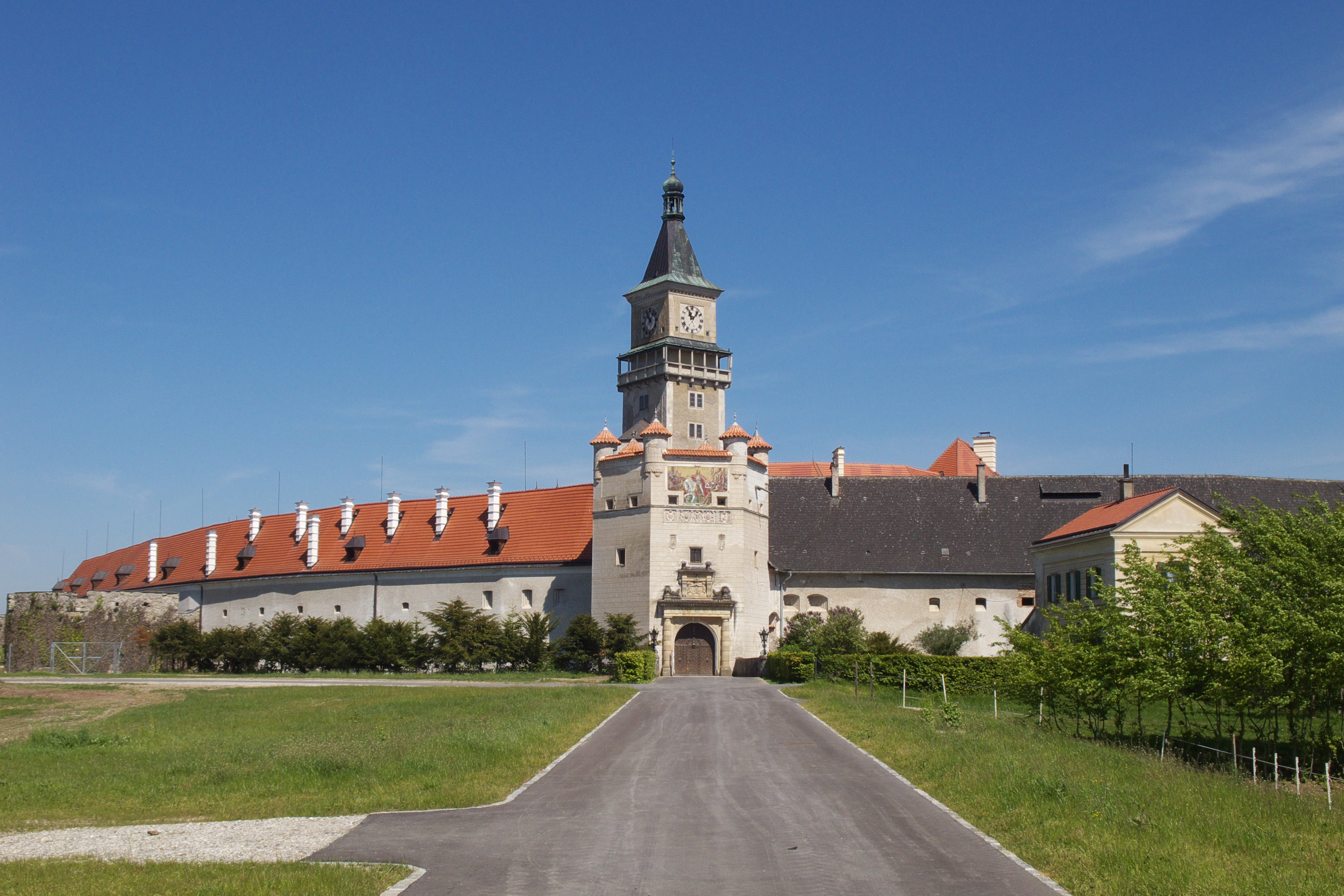
Schloss Wallsee

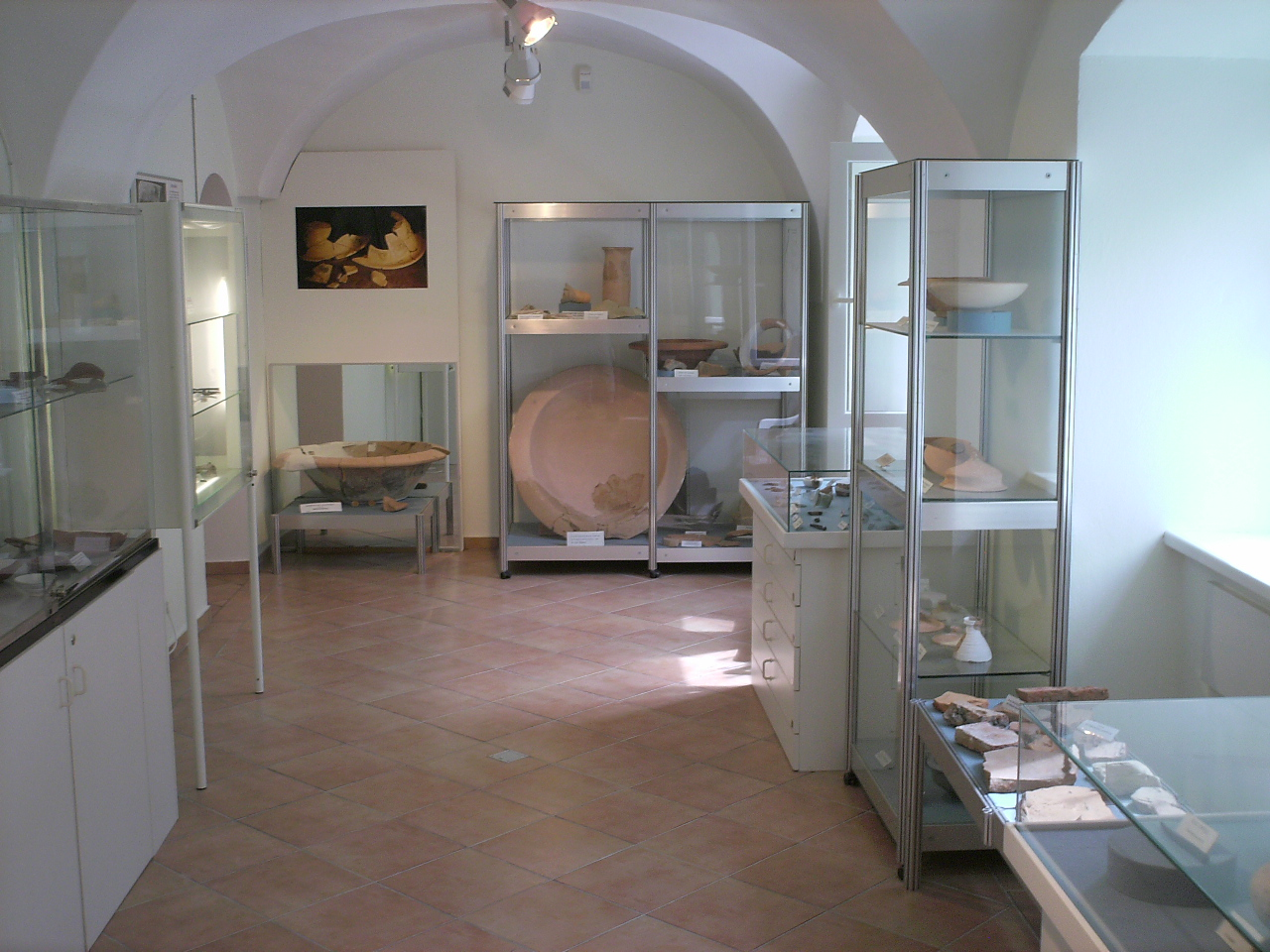
Römermuseum Wallsee-Sindelburg

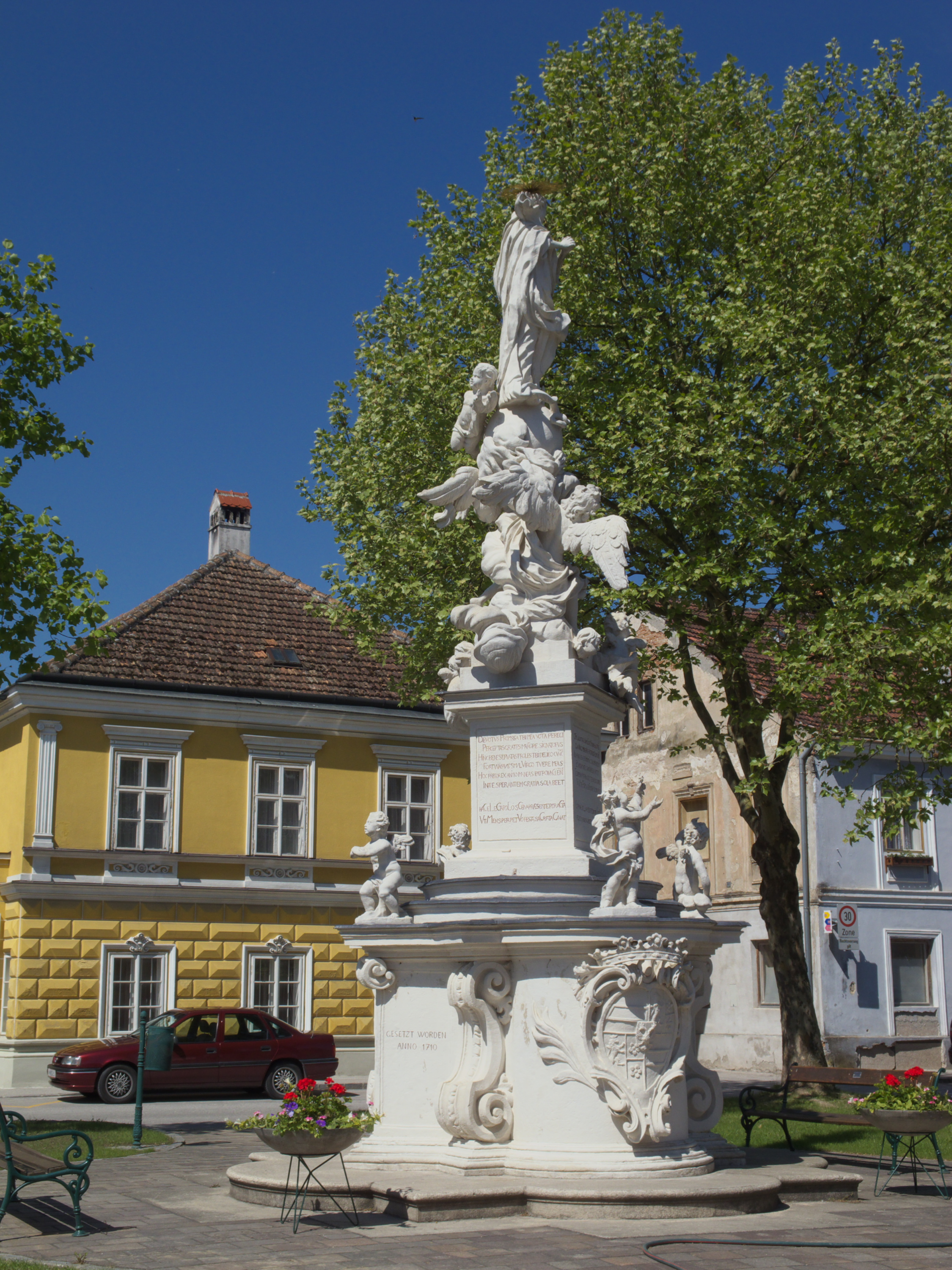
Mariensäule auf dem Hauptplatz
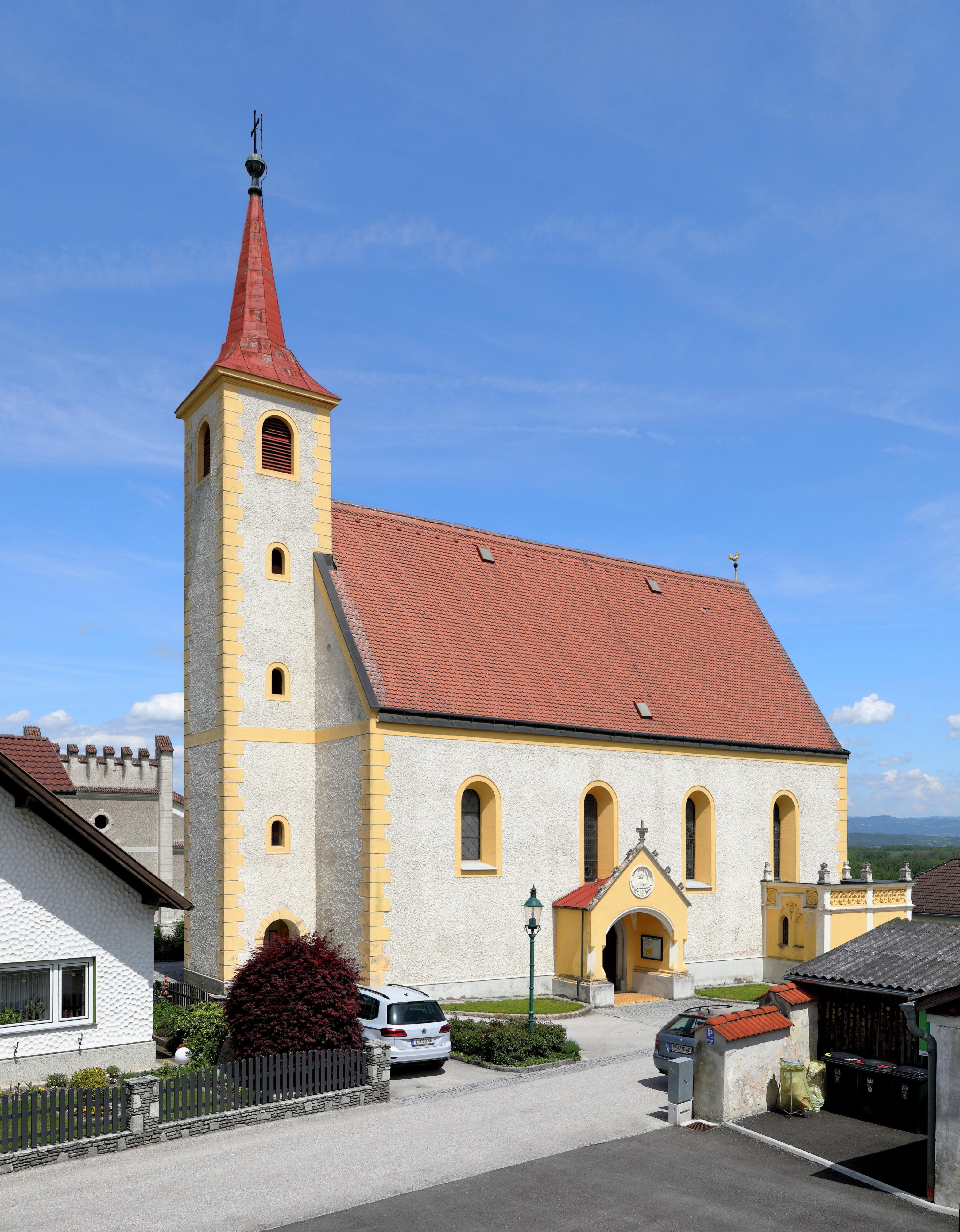
Filialkirche St. Anna in Wallsee
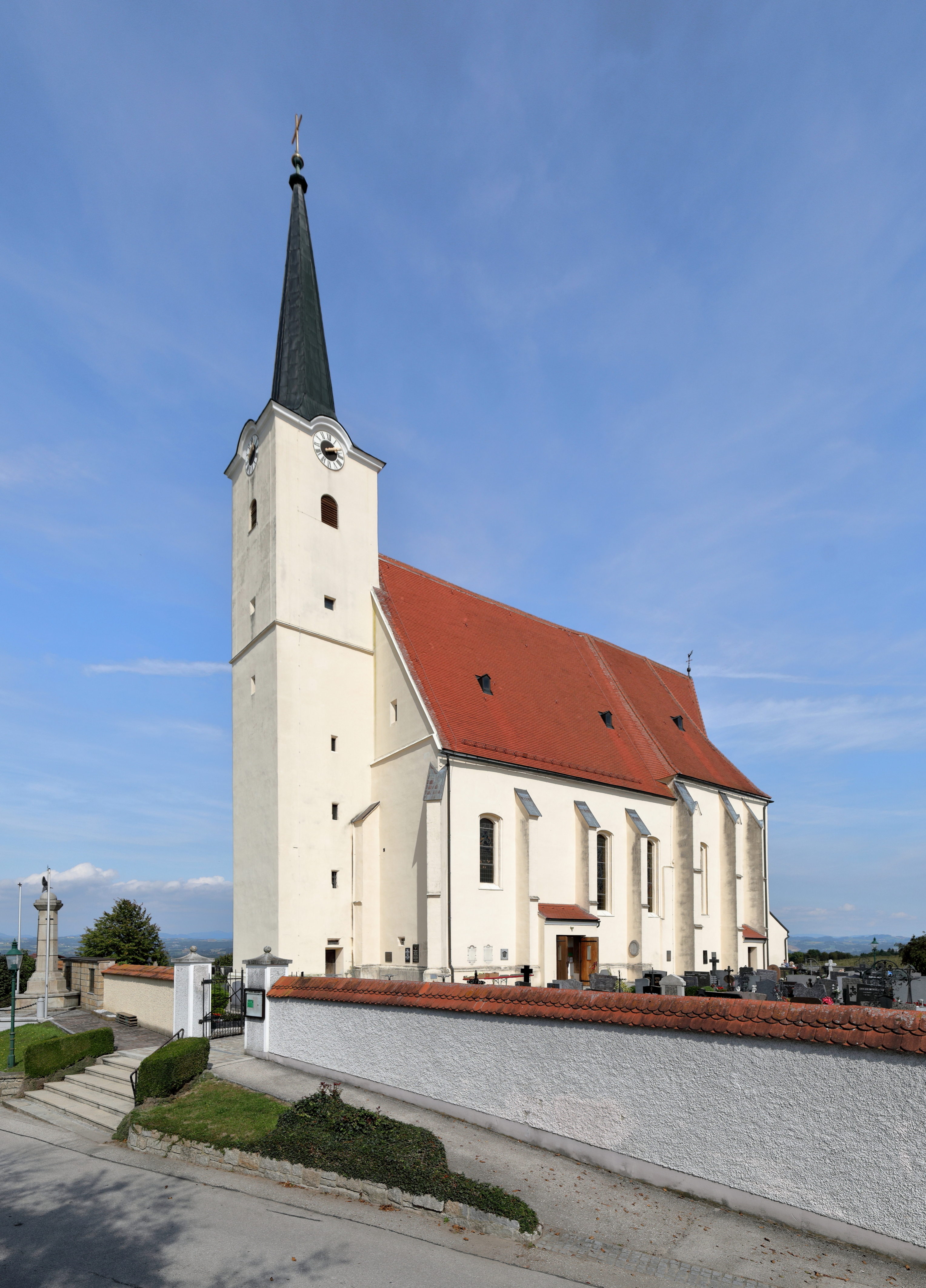
Katholische Pfarrkirche Sindelburg hl. Johannes der Täufer
- Römermuseum Wallsee-Sindelburg

- Schloss Wallsee
- Mariensäule auf dem Hauptplatz
- Filialkirche St. Anna in Wallsee
- Pfarrkirche Sindelburg

## Wirtschaft und Infrastruktur
Nichtlandwirtschaftliche Arbeitsstätten gab es im Jahr 2001 66, land- und forstwirtschaftliche Betriebe nach der Erhebung 1999 98. Die Zahl der Erwerbstätigen am Wohnort betrug nach der Volkszählung 2001 891. Die Erwerbsquote lag 2001 bei 45 Prozent. Arbeitslose gab es am Ort im Jahresdurchschnitt 2003 215.
- Kraftwerk Wallsee-Mitterkirchen: Zwischen Wallsee und dem am Nordufer liegenden Mitterkirchen wurde in den Jahren 1965 bis 1968 das Kraftwerk Wallsee-Mitterkirchen errichtet. Mit 210 Megawatt stellt es genau den Mittelwert der stromerzeugenden Leistung der 10 österreichischen Wasserkraftwerken an der Donau dar. Gleichzeitig entstand ein Flussübergang zwischen den Brücken von Mauthausen und Grein, die je etwa 15 km entfernt sind. Das Elektrizitätswerk „Wallsee-Mitterkirchen“ hat ein Regelarbeitsvermögen von jährlich 1318,8 GWh und deckt damit rund zwei Prozent des Strombedarfs von Österreich (siehe auch Elektrizitätswerke an der Donau).

### Öffentliche Einrichtungen
In der Gemeinde gibt es eine Volksschule und eine Neue Mittelschule.

### Freizeit
Nach dem Kraftwerksbau wurden am Altarm bei Wallsee Freizeitanlagen sowie die Siedlung Ufer errichtet. Südwestlich von Schweinberg befindet sich zudem die Wochenendhaussiedlung Steinbüchel (Am Steinbichl).

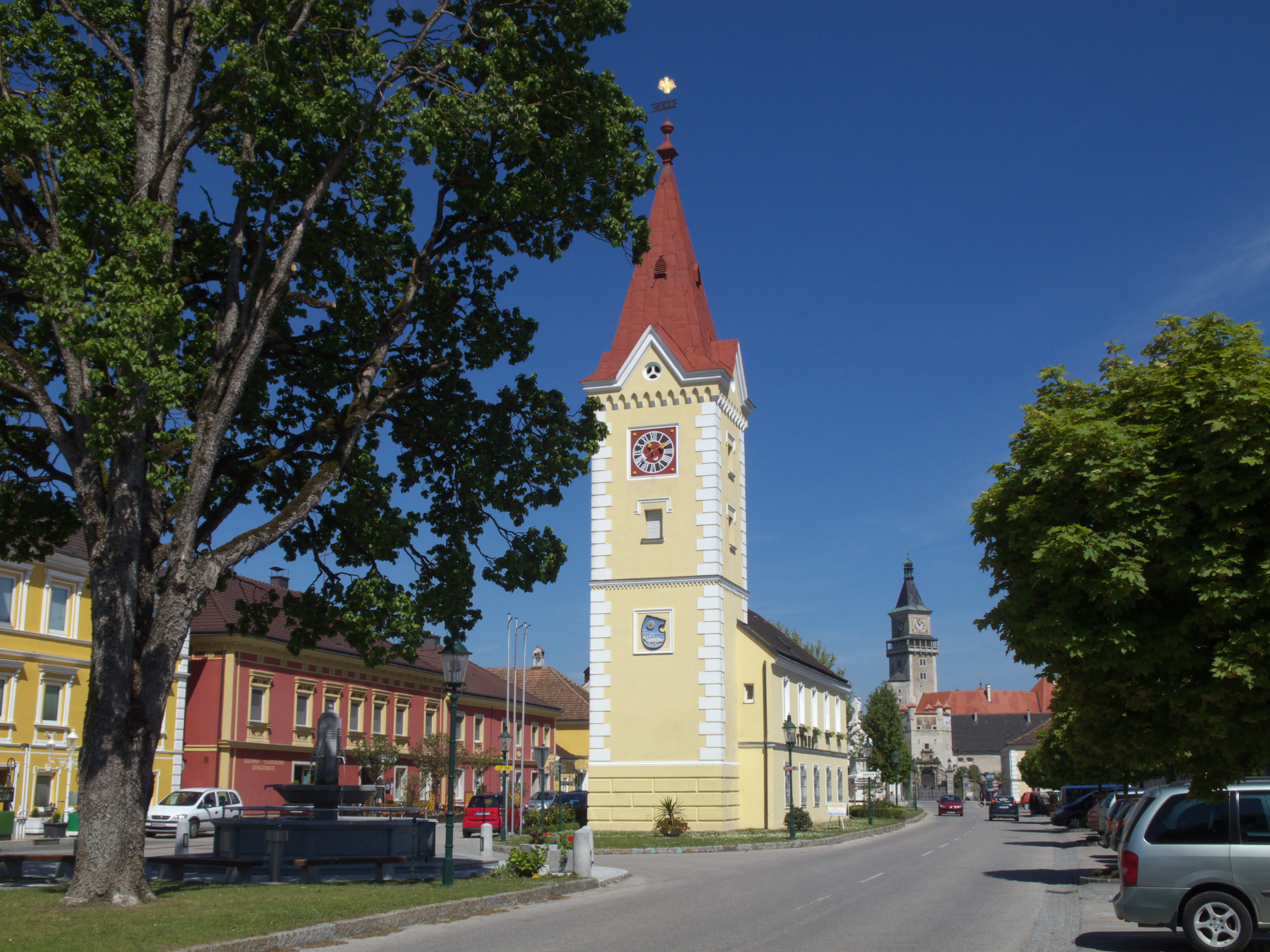
Hauptplatz mit Rathaus

## Politik

### Gemeinderat
Der Gemeinderat hat 21 Mitglieder.
- Nach den Gemeinderatswahlen in Niederösterreich 1990 hatte der Gemeinderat folgende Verteilung: 14 ÖVP und 7 SPÖ.
- Nach den Gemeinderatswahlen in Niederösterreich 1995 hatte der Gemeinderat folgende Verteilung: 12 ÖVP, 6 SPÖ und 3 FPÖ.[8]
- Nach den Gemeinderatswahlen in Niederösterreich 2000 hatte der Gemeinderat folgende Verteilung: 13 ÖVP, 5 SPÖ und 3 FPÖ.[9]
- Nach den Gemeinderatswahlen in Niederösterreich 2005 hatte der Gemeinderat folgende Verteilung: 13 ÖVP, 7 SPÖ und 1 FPÖ.[10]
- Nach den Gemeinderatswahlen in Niederösterreich 2010 hatte der Gemeinderat folgende Verteilung: 14 ÖVP, 5 SPÖ und 2 FPÖ.[11]
- Nach den Gemeinderatswahlen in Niederösterreich 2015 hatte der Gemeinderat folgende Verteilung: 13 ÖVP, 5 SPÖ und 3 FPÖ.[12]
- Nach den Gemeinderatswahlen in Niederösterreich 2020 hatte der Gemeinderat folgende Verteilung: 14 ÖVP, 5 SPÖ und 2 FPÖ.[13]
- Nach den Gemeinderatswahlen in Niederösterreich 2025 hat der Gemeinderat folgende Verteilung: 11 ÖVP, 7 SPÖ und 3 FPÖ.[14]

### Bürgermeister
- bis 2007 Johann Reitbauer (ÖVP)
- 2007–2025 Johann Bachinger (ÖVP)
- seit 2025 Klaus Nagelhofer (ÖVP)[15][16]

### Wappen
Das erste Wappen der Marktgemeinde stammt aus dem 14. Jahrhundert. Es zeigt einen schwarz-weiß-schwarzen Bindenschild mit den Buchstaben „MW“ darüber. Eine Darstellung davon findet man über dem Südtor der Pfarrkirche Sindelburg. Ab dem Jahr 1657 wird ein Siegel mit der Darstellung eines Fisches und eines Mühlsteins verwendet, wobei der Mühlstein auf die im Ort betriebenen Erzeugung vom Mühlsteinen hinweist. Ursprünglich wurde der Fisch über dem Mühlstein dargestellt, seit dem 19. Jahrhundert ist der Mühlstein über dem Fisch.

## Persönlichkeiten

### Söhne und Töchter der Gemeinde
- Michael Memelauer (1874–1961), Bischof der Diözese St. Pölten 1927–1961
- Gertrud von Österreich-Toskana (1900–1962), Erzherzogin
- Ägid Decker (1906–1962), Abt des Benediktinerstiftes Seitenstetten
- Walter Hoppe (1917–1986), Physiker
- Rudolf Streicher (* 1939 in Wallsee), Politiker (SPÖ), ehemaliger Bundespräsidentenkandidat
- Mitglieder der Familie Rosenberger bauten die erste Autobahnstation Österreichs in St. Valentin und betrieben bis zu 32 Autobahnrestaurants unter den Labels Rosenberger (Insolvenzverfahren ab 2018) und Landzeit.[18] Ende Februar 2019 hat der Burger-King-Betreiber TQSR Holding und Development GmbH 100 Prozent der Anteile an der im Sanierungsverfahren befindlichen Rosenberger Restaurant GmbH gekauft, es ist geplant, dass die Raststätten innerhalb der nächsten 2 Jahre um 30 Millionen Euro umfassend renoviert und danach wieder eröffnet werden.[19]